# Guaiaquil
Guaiaquil ou Guayaquil (em espanhol: Guayaquil; oficialmente Santiago de Guayaquil) é a maior cidade do Equador. É também o principal porto do país. Guaiaquil situa-se na margem ocidental do rio Guaias, que desemboca no golfo de Guaiaquil, no oceano Pacífico. Está numa altitude de 4 metros, a cidade é a a mais populosa do Equador, com uma população estimada em 2011 em 2 278 691 habitantes, e mais de 3 102 029 em sua região metropolitana, a 44ª mais populosa do continente americano.
Guaiaquil é a capital da província equatoriana de Guaias e sede do cantão homónimo. No Equador, um cantão (cantón) é uma subdivisão do país menor que uma província.

## Etimologia
A origem do topônimo "Guaiaquil" é atribuída a uma história que se converteu em lenda romântica que percorreu de boca em boca, atribuindo-se a designação da cidade à união dos nomes do cacique "Guayas" e sua esposa "Quil", símbolos da resistência aborígene, que — de acordo à tradição popular — escolheram lutar até morrer antes que se submeter à vassalagem imposta pelos conquistadores espanhóis.
A existência de um povoado de nome Guaiaquil situado pelas imediações de Yaguachi, foi jogo de explorações por pesquisadores dos fatos históricos, os quais coincidiram que o mesmo que ao momento da conquista, teria estado governado por um bravo cacique desse nome. Descoberto a verdadeira origem, a única dúvida que persistiria é, se foi dito cacique quem deu o nome ao povo e ao rio ou vice-versa. Todavia, em seu livro sobre o cacique Guaiaquil, Véliz Mendoza afirma que há referências ao topônimo pelo menos sete vezes em documentos anteriores a 1543.

## História

Gravura retratando um mapa de Guaiaquil em 1741

A história de Guaiaquil se assenta nos fatos de três fundações, sendo a última e definitiva o 25 de julho de 1538 pelo Capitão Francisco de Orellana, ao pé do Cerro Santa Ana.
Durante a época da colônia Guaiaquil ocupou um lugar preferencial. O comércio e a navegação foram a sustentação da economia; nos estaleiros se construíam embarcações com as famosas madeiras de suas montanhas como guayacán, *mangle, balsa, loureiro, e outras.
Na madrugada de 9 de outubro de 1820, a cidade se tornou independente, sendo a primeira no atual Equador a conseguir. Constituiu-se como uma província livre, sob o mandato de José Joaquín de Olmedo, e teve dentro de sua extensão territorial as costas de Equador, inclusive além das fronteiras do atual país tanto no norte como no sul. No entanto, dois anos depois Simón Bolívar, depois da reunião que teve com José de San Martín na cidade, anexou a província livre de Guaiaquil à Grande Colômbia, por sua própria conta, sem considerar a opinião da cidade nem a de Olmedo.
Em 1896, ocorreu o maior incêndio da história de Guaiaquil, conhecido por isto como o "Grande Incêndio". Aproximadamente, a metade do Guaiaquil de então se queimou.
Na atualidade Guaiaquil se converteu num destino turístico nacional e internacional, o Projeto de embelezamento da cidade por parte das últimas administrações municipais conseguiram este objetivo depois de investir grandes somas de dinheiro no plano "Regeneración Urbana".

## Demografia

### Religião
Na cidade de Guaiaquil, há ampla liberdade de religião, garantido pelo Estado equatoriano nos artigos 11 e 66 da Constituição Nacional. A maioria das religiões na cidade são de denominação cristã, estando entre eles, a Igreja Católica Romana, que domina grande parte da cidade. Os católicos possuem 223 paróquias, 236 sacerdotes diocesanos, 132 sacerdotes religiosos, 89 seminaristas, 9 de vida religiosa contemplativa, 433 membros de institutos de vida consagrada.
Guaiaquil tem uma catedral e muitas outras igrejas católicas romanas. Há um considerável número de membros de A Igreja de Jesus Cristo dos Santos dos Últimos Dias e a cidade possui um templo, o Templo de Guaiaquil, que pertence à Igreja, além de muitas capelas desta denominação. A Igreja mórmon possui aproximadamente 100 mil adeptos na cidade. Muitos outros credos e religiões, são representados por toda a cidade.
Cerca de 80% da população de Guaiaquil professam o catolicismo, no entanto, vários grupos protestantes estão atualmente em franca expansão. Os evangélicos possuem cerca de 150 mil fiéis e é uma das denominações de maior crescimento.
A Igreja Adventista do Sétimo Dia foi instituída na cidade e, em seguida, fundou a Missão Adventista do Sul do Equador. Os adventistas acreditam que atualmente existem cerca de 33 844 simpatizantes em Guaiaquil. As Testemunhas de Jeová, através do relatório global sobre o número de adeptos em cada país, afirma que, no Equador, há cerca de 55 669 seguidores em serviço ativo com 720 congregações, das quais 160 estão em Guaiaquil, que também tem 87 quartos do Reino. Guaiaquil é a cidade de maior crescimento das Testemunhas de Jeová.
Há também uma pequena comunidade judaica, composta principalmente de cidadãos israelenses, e os imigrantes alemães que fugiram da Alemanha durante a Segunda Guerra Mundial. Há também um templo budista na cidade, onde se reúnem todos os budistas que vivem em Guaiaquil. É de salientar que, embora existam muitos descendentes de origem árabe em Guaiaquil, incluindo o ex-presidente Abdala Bucaram, a maioria destes são católicos ou de outro ramo do cristianismo.

## Economia

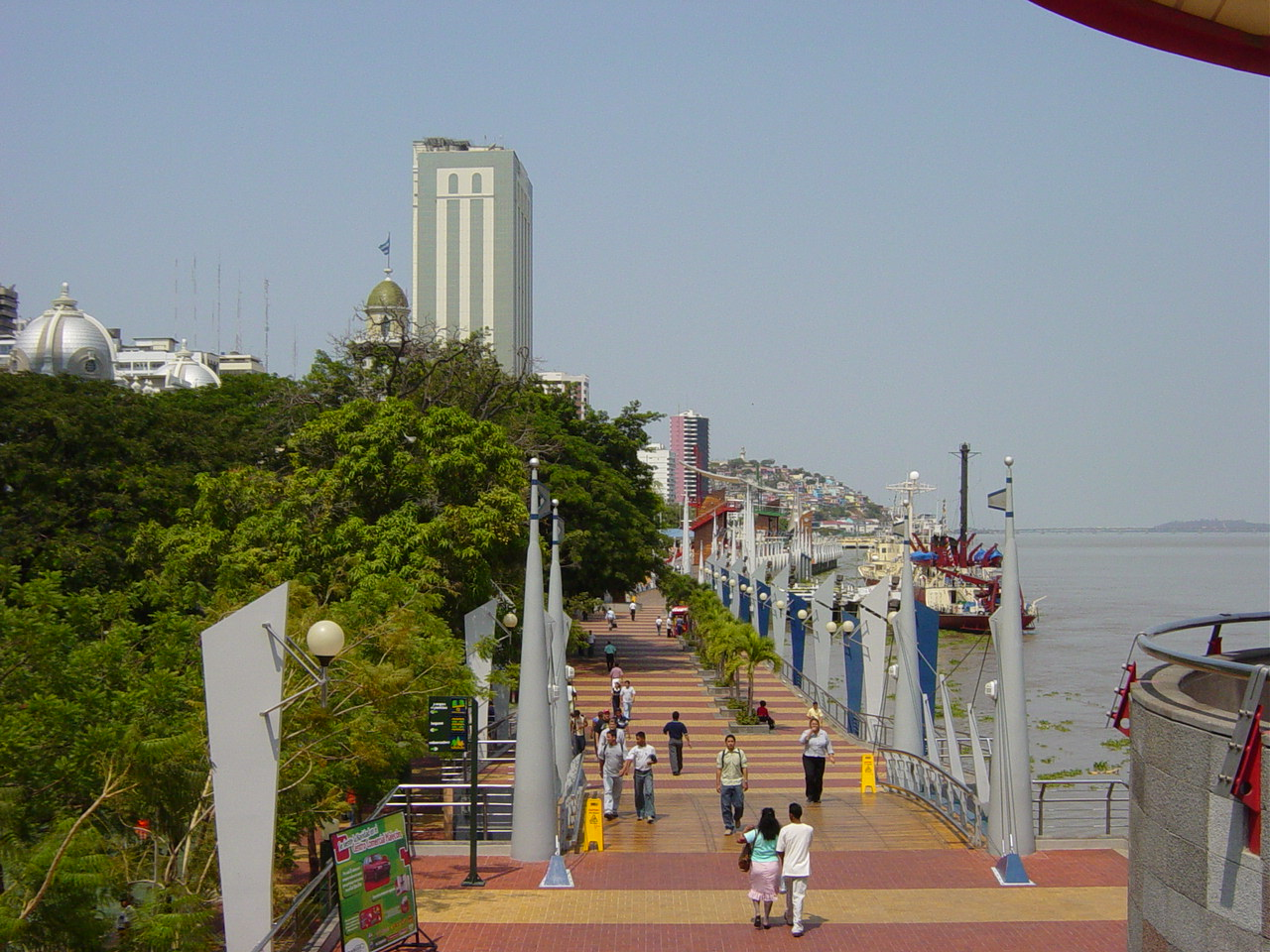
Orla da Cidade

Durante a época da colônia, Guaiaquil sempre ocupou um lugar primordial, sendo o porto principal. Movimenta a economia do País até à atualidade. O comércio e a navegação foram os recursos; nos estaleiros se construíam embarcações com as famosas madeiras de suas montanhas como guaiacum, mangle, balsa, loureiro, entre outras.
Nos dias de hoje, ao Porto de Guaiaquil chegam embarcações de todas partes do mundo, o que gera trabalho para os habitantes desta cidade. Guaiaquil é o porto fluvial e marítimo mais importante do país, com 73% de todas as importações. 47% do total das exportações se mobilizam através das instalações portuárias que se encontram ao sul da cidade.

## Universidades
Algumas das universidades principais de Guaiaquil:
- Escuela Superior Politécnica del Litoral;
- Universidade de Guaiaquil;
- Universidade Católica de Santiago de Guaiaquil;
- Universidade Laica Vicente Rocafuerte;
- Universidade de Especialidades Espíritu Santo;
- Brookdale Community College (a única faculdade com 100% de acreditação nos Estados Unidos).

A atual cidade possui uma grande população eminentemente católica. Sua catedral é o maior símbolo que representa aos católicos da região. Por causa da liberdade de consciência histórica dos equatorianos há também muitos edifícios de outras religiões, em especial aquelas envolvidas no trabalho do missionário. Guaiaquil é também uma comunidade anglicana e tem um templo na igreja de Jesus Cristo dos Santos dos Últimos Dias.
A cidade é o centro de indústrias da pesca e de manufatura do Equador.
O Aeroporto Internacional de Guaiaquil (Aeroporto José Joaquin de Olmedo; IATA: GYE) foi recentemente inaugurado.
Os personagens famosos de Guaiaquil incluem os pintores e mestres Enrique Tábara, Félix Arauz, Juan Villafuerte, Luis Molinari e Theo Constanté; poeta José Joaquín de Olmedo, scholar Benjamín Urrutia e jogador do tênis Pancho Segura.

## Galeria

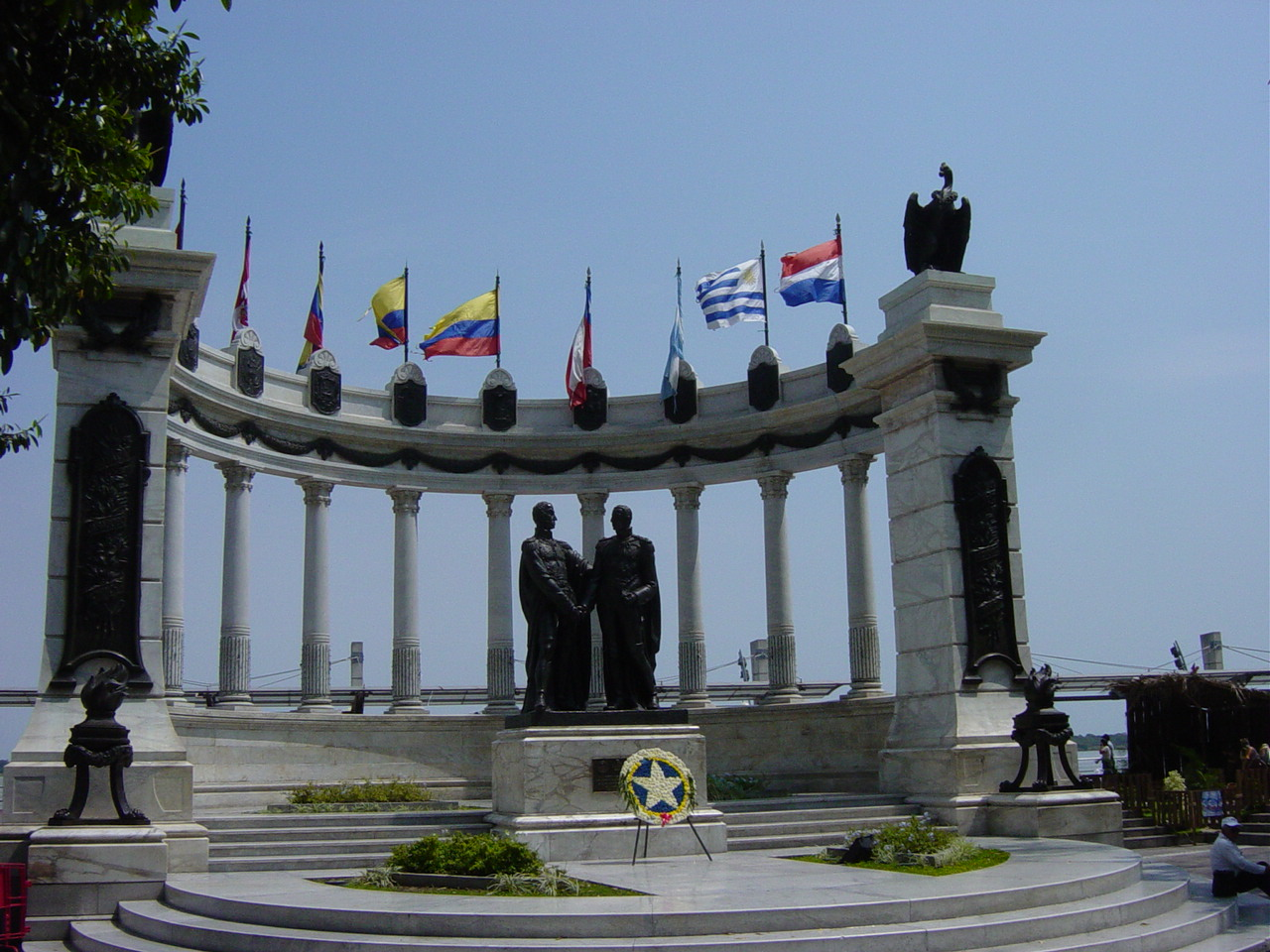
Monumento a reunião entre Bolívar e San Martin
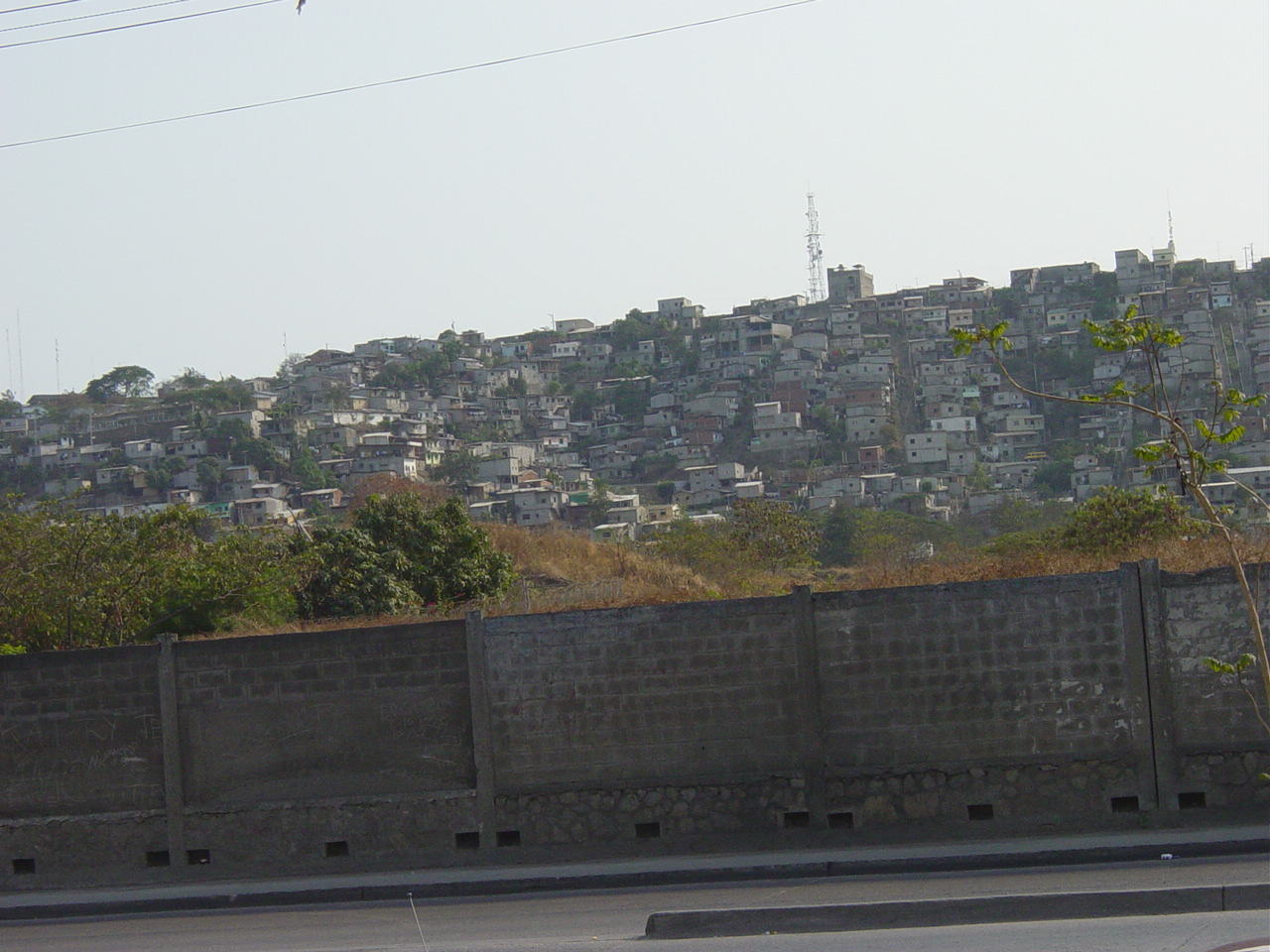
Favela em Guaiaquil
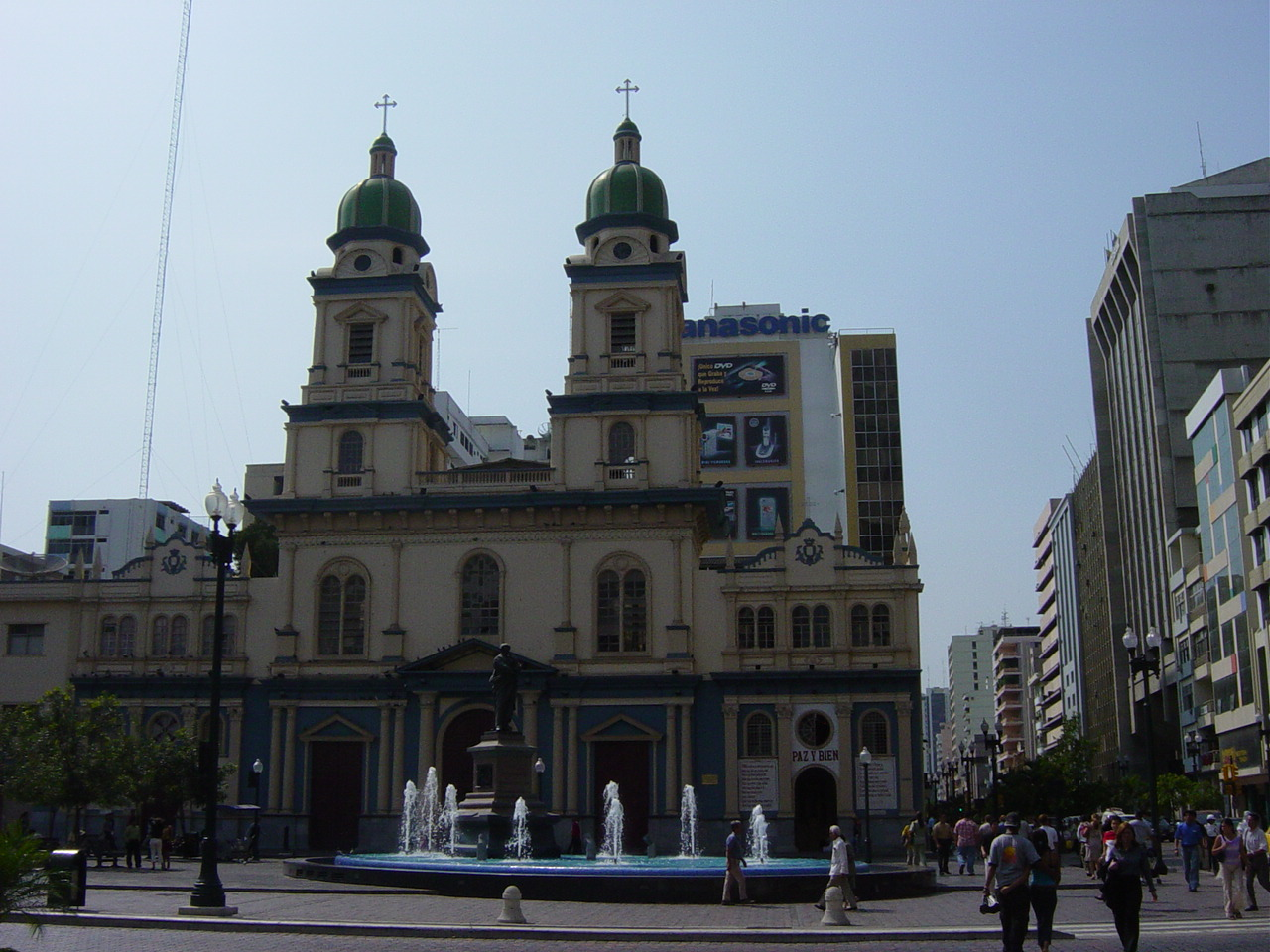
Igreja de São Francisco